# 大埂子摩崖造像
大埂子摩崖造像位於四川省遂寧市大英縣，文物遺址年代判定為唐。2012年7月16日公佈為第八批四川省文物保護單位。
大埂子摩崖造像位於四川省遂寧市大英縣天保鎮沙石咀村。開鑿于唐天寶九年（750），刻于長10米、高3米的紅砂石崖壁上，坐東北向西南，面積約30平方米。造像共4龕，從左至右分別編號為Kl-K4。其中Kl平頂長方形，寬1.4米，高1.5米，深1米，正面佛像毀損，僅存寶蓋和背光，左右兩壁刻肋侍菩薩各一及眾多小佛像，造像共計53尊。K2為三面千手觀音，K3為菩提樹，K4為淨瓶觀音，皆形體優美，線條流暢，是唐代保存至今的藝術珍品。第三次全國文物普查新發現。